# Őrimagyarósd, Vas
Őrimagyarósd  este un sat în districtul Körmend, județul Vas, Ungaria, având o populație de 220 de locuitori (2011). 

## Demografie
Componența etnică a satului Őrimagyarósd
     Maghiari (100%)
Componența confesională a satului Őrimagyarósd
     Luterani (60%)
     Romano-catolici (18,64%)
     Reformați (5,45%)
     Fără religie (1,82%)
     Necunoscută (14,09%)
Conform recensământului din 2011, satul Őrimagyarósd avea 220 de locuitori. Din punct de vedere etnic, majoritatea locuitorilor (100,0%) erau maghiari.  Din punct de vedere confesional, majoritatea locuitorilor (60,0%) erau luterani, existând și minorități de romano-catolici (18,64%), reformați (5,45%) și persoane fără religie (1,82%). Pentru 14,09% din locuitori nu este cunoscută apartenența confesională.